# Lepči
Lepči (imenovani tudi Rongkupi (lepčajsko: ᰕᰫ་ᰊᰪᰰ་ᰆᰧᰶ ᰛᰩᰵ་ᰀᰪᰱ ᰛᰪᰮ་ᰀᰪᰱ, Mútuncí Róngkup Rumkup, »božji otroci Ronga in Boga«), ter tudi  Rongpaji (sikimijsko: རོང་པ་)) so avtohtono ljudstvo, okoli 80.000 ljudi, ki živi  v Sikimu, eni od zveznih držav Indije. Mnogo Lepč živi tudi na zahodu in jugozahodu Butana, Tibetu, Dardžilingu, na vzhodu Nepala, in v hribovju  Zahodne Bengalije. Ljudstvo Lepča sestavljajo štiri različne skupnosti: Rendžóngmú v Sikimu; Dámsángmú v Kalimpongu, Kurseongu, in Miriku; Ilámmú  Okraj Ilam v Nepalu; in Promú v Samce in Čuka na jugozahodu Butana.